# Horka (Crostwitz)
Horka (hornolužickosrbsky  Hórki) je vesnice, místní část obce Crostwitz v německé spolkové zemi Sasko. Nachází se v zemském okrese Budyšín v Horní Lužici a má 236 obyvatel.

## Historie
Vesnice Horka je v písemných pramenech poprvé zmíněna roku 1374/1382, kdy je uváděna jako Hannos Harke. V této době patřila k majetku kláštera Marienstern. Od roku 1812 až do roku 1983 se v okolí těžil lužický granodiorit. Dne 26. dubna 1945 v Horce zavraždili němečtí vojáci v rámci bitvy o Budyšín zraněné polské vojáky. V letech 1931 až 1993 měla Horka vlastní základní školu. Roku 1974 byla do té doby samostatná obec Horka připojena k obci Crostwitz.

## Geografie
Horka leží asi 3 kilometry severně od vsi Crostwitz v krajině zvané Horjany. Nachází se asi 15 kilometrů severozápadně od okresního města Budyšín a asi 10 kilometrů východně od velkého okresního města Kamenz. Jižně od středu vsi pramení potok Dobroščanska rěčka (Doberschützer Wasser), přítok Černého Halštrova.

## Obyvatelstvo
Vesnice leží v lužickosrbské oblasti osídlení. Většina obyvatel ovládá hornolužickou srbštinu a používá ji v běžném životě.

## Pamětihodnosti
- devět památkově chráněných křížů z 19. a počátku 20. století

## Osobnosti
- Mikławš Hicka (1821–99), učitel a publicista
- Jurij Hejduška (1874–1956), kněz a autor náboženských spisů
- Jakub Wjacsławk (1885–1951), knihovník a slavista
- Jurij Brusk (1889–1950), farář a podporovatel lužickosrbského divadla
- Jurij Chěžka (1917–1944), lužickosrbský básník
- Hanamarja Šěrcec (1918–1943), oběť nacismu
- Jan Wornar (1934–1999), lužickosrbský spisovatel
- Jurij Koch (* 1936), lužickosrbský spisovatel